# Grzegorz Kosok
Grzegorz Kosok est un joueur polonais de volley-ball né le 2 mars 1986 à Katowice (voïvodie de Silésie). Il mesure 2,06 m et joue central. Il totalise 61 sélections en équipe de Pologne.

## Clubs
| Club                 | De        | À         |
| -------------------- | --------- | --------- |
| Płomień SA Sosnowiec | 2005-2006 | 2007-2008 |
| Jadar Radom          | 2008-2009 | 2008-2009 |
| Resovia Rzeszów      | 2009-2010 | 2013-2014 |
| Jastrzębski Węgiel   | 2014-2015 | 2014-2015 |
| Chemik Bydgoszcz     | 2015-2016 | 2015-2016 |
| Jastrzębski Węgiel   | 2016-2017 | 2018-2019 |
| Resovia Rzeszów      | 2019-2020 | 2019-2020 |
| Jastrzębski Węgiel   | 2020-2021 | en cours  |

## Palmarès

### En sélection nationale
- Championnat d'Europe
  -  : 2011
- Ligue mondiale (1)
  -  : 2012
  -  : 2011
- Mémorial Hubert Wagner (1)
  -  : 2012

### En club
- Coupe de la CEV
  - Finaliste : 2012
  - Troisième : 2011
- Championnat de Pologne (2)
  - Vainqueur : 2012, 2013
  - Finaliste : 2014
  - Troisième : 2010, 2011, 2017, 2019
- Coupe de Pologne
  - Finaliste : 2010, 2013, 2019, 2021
- Supercoupe de Pologne (1)
  - Vainqueur : 2013
  - Finaliste : 2012
  - Troisième : 2020

### Distinctions individuelles
Aucune